# USS Princeton (CG-59)
El USS Princeton (CG-59) es un crucero lanzamisiles de la clase Ticonderoga de la Armada de los Estados Unidos. Fue puesto en gradas en 1986, botado en 1987 y asignado en 1989.

## Construcción
Construido por el astillero Ingalls Shipbuilding (Pascagoula, Misisipi). Fue puesto en gradas el 15 de octubre de 1986, botado el 2 de octubre de 1987 y asignado el 11 de febrero de 1989.

## Historia de servicio

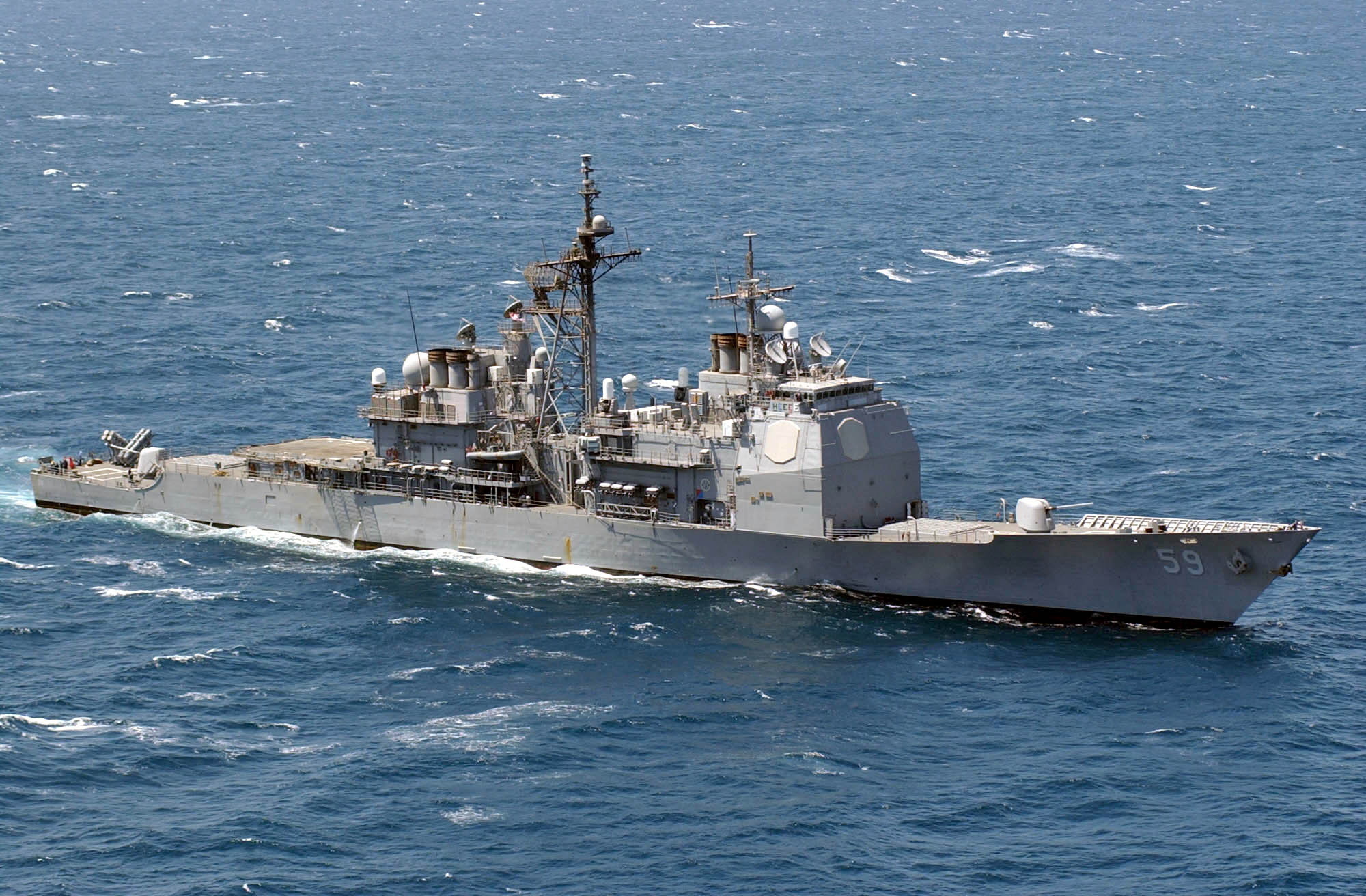
USS Princeton navegando en el año 2002.

En 1991 (el 18 de febrero) durante la guerra del Golfo el USS Princeton sufrió averías por dos minas en el golfo Pérsico.
En julio de 2001 marchó a Oriente Medio junto al portaaviones USS Carl Vinson en apoyo a la Operación Southern Watch. Luego de los atentados del 11 de septiembre, el USS Princetown fue comandante de defensa aérea.
El 23 de octubre de 2004, aniversario 60.º del hundimiento del portaaviones de escolta USS Princeton (CVL-23), supervivientes de esta nave a bordo del USS Princeton (CG-59) rindieron homenaje a la tripulación del CVL-23, hundido durante la batalla del golfo de Leyte.